# Wissenschaftsjahr 1518
Liste der Wissenschaftsjahre

◄◄ | ◄ | 1514 | 1515 | 1516 | 1517 | Wissenschaftsjahr 1518 | 1519 | 1520 | 1521 | 1522 | ► | ►►

Weitere Ereignisse
Dieser Artikel behandelt das Wissenschaftsjahr 1518.

## Ereignisse

### Biowissenschaften

#### Medizin
- Juli: In Straßburg und Umgebung bricht die Straßburger Tanzwut aus. Ausgehend von einer einzelnen Frau, die sich auf der Straße in einen haltlosen Tanz hinein steigert, wird daraus ein Massenphänomen, bei dem angeblich viele hundert Menschen zu tanzen anfangen. Viele von ihnen tanzen bis zur absoluten Erschöpfung, die bei manchen auch zum Tode führt.[1]
- Der italienische Anatom Jacopo Berengario da Carpi veröffentlicht seinen Tractatus de Fractura Calve sive Cranii in Bologna, die erste Monografie über Neurochirurgie.  - Titelseite und Bildtafeln aus dem „Tractatus de Fractura Calve sive Cranii“

Titelseite und Bildtafeln aus dem „Tractatus de Fractura Calve sive Cranii“
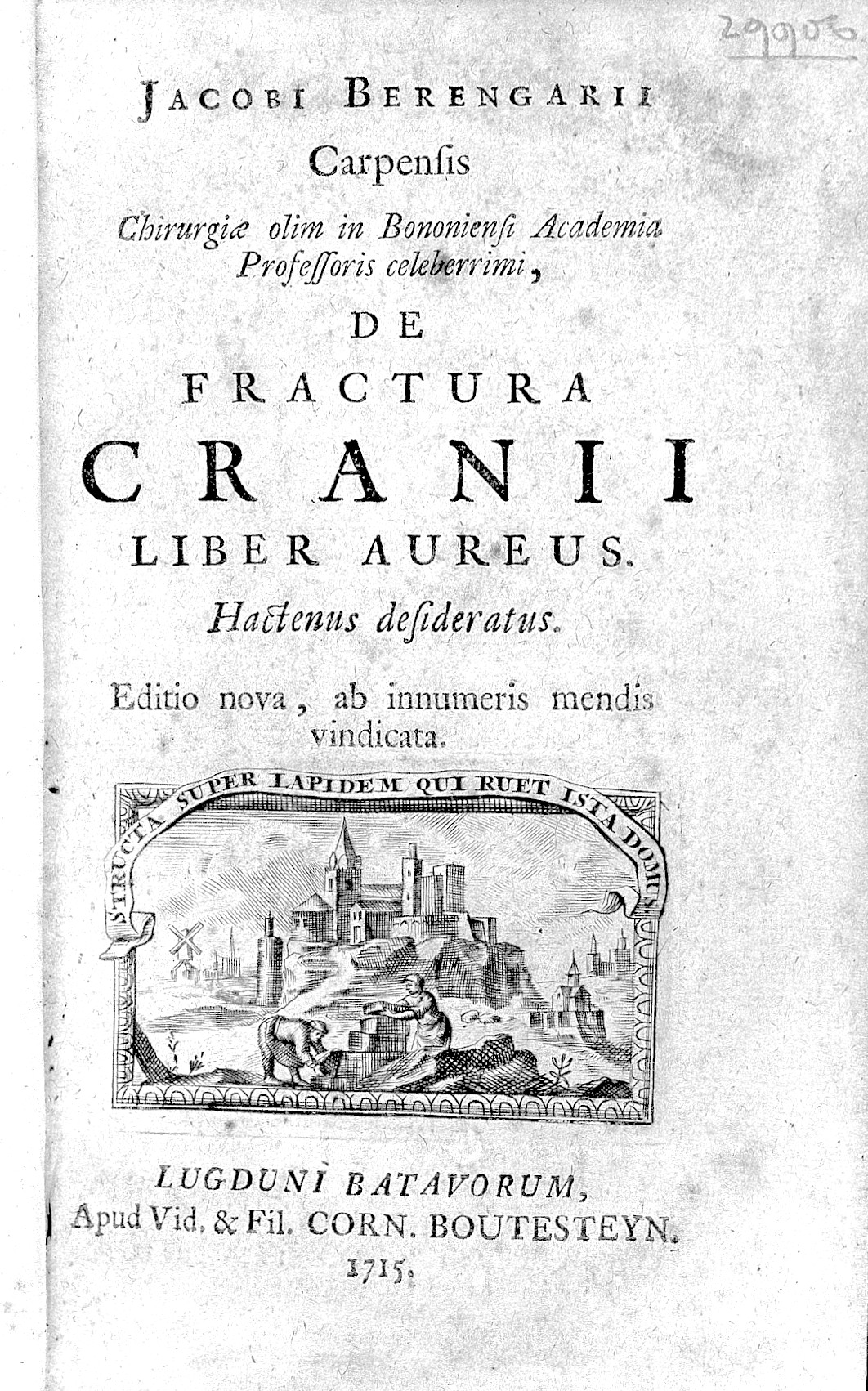
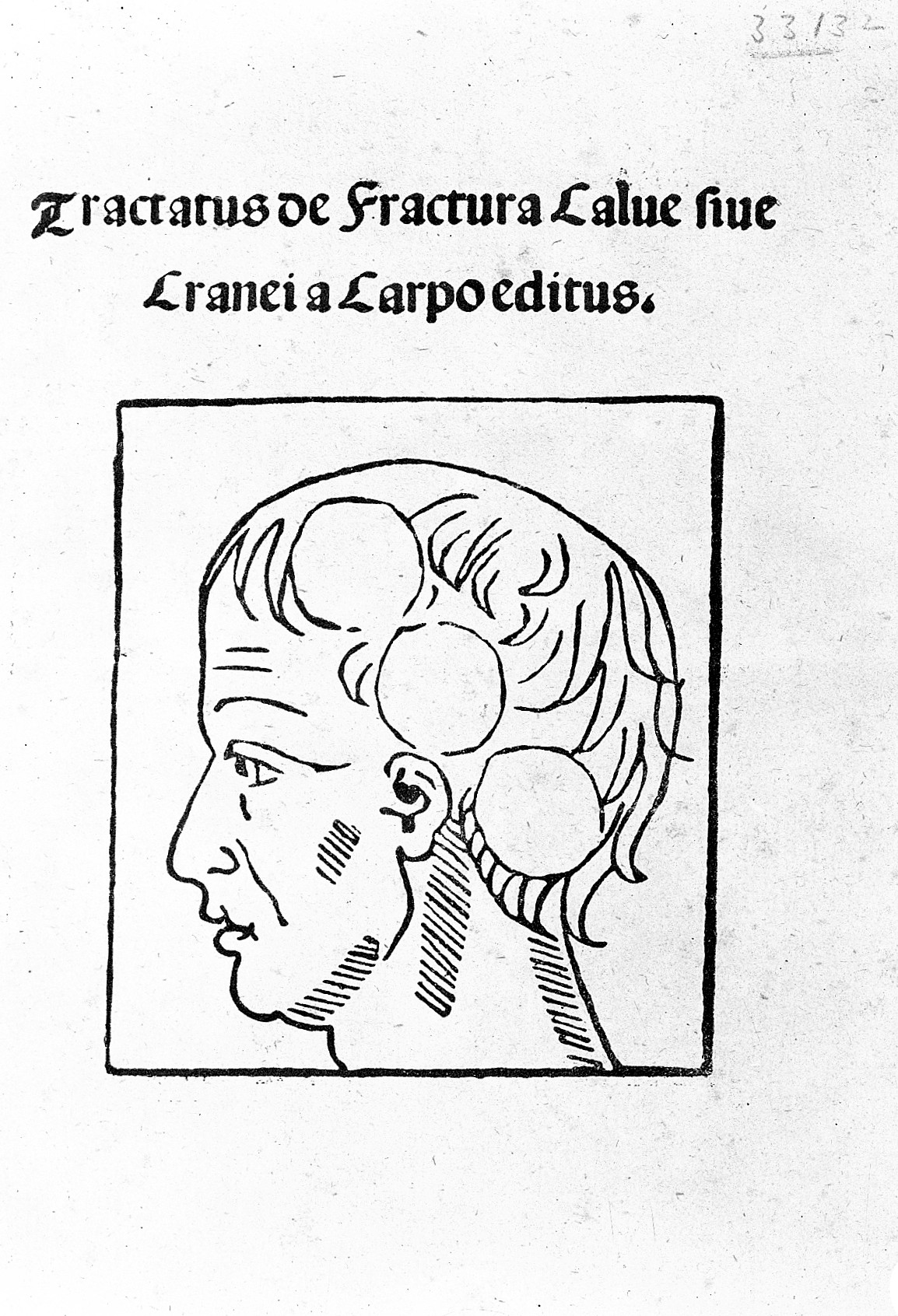
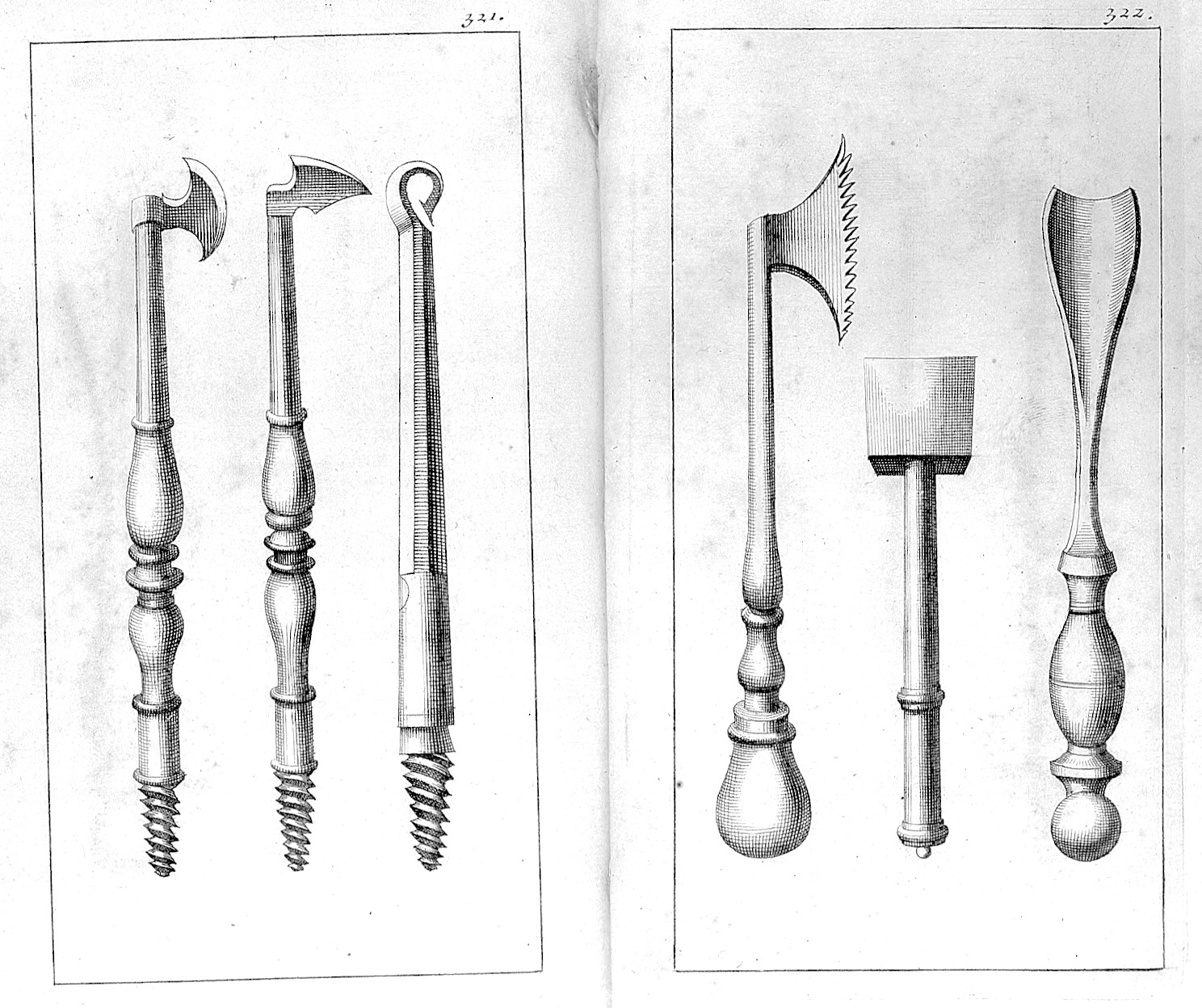
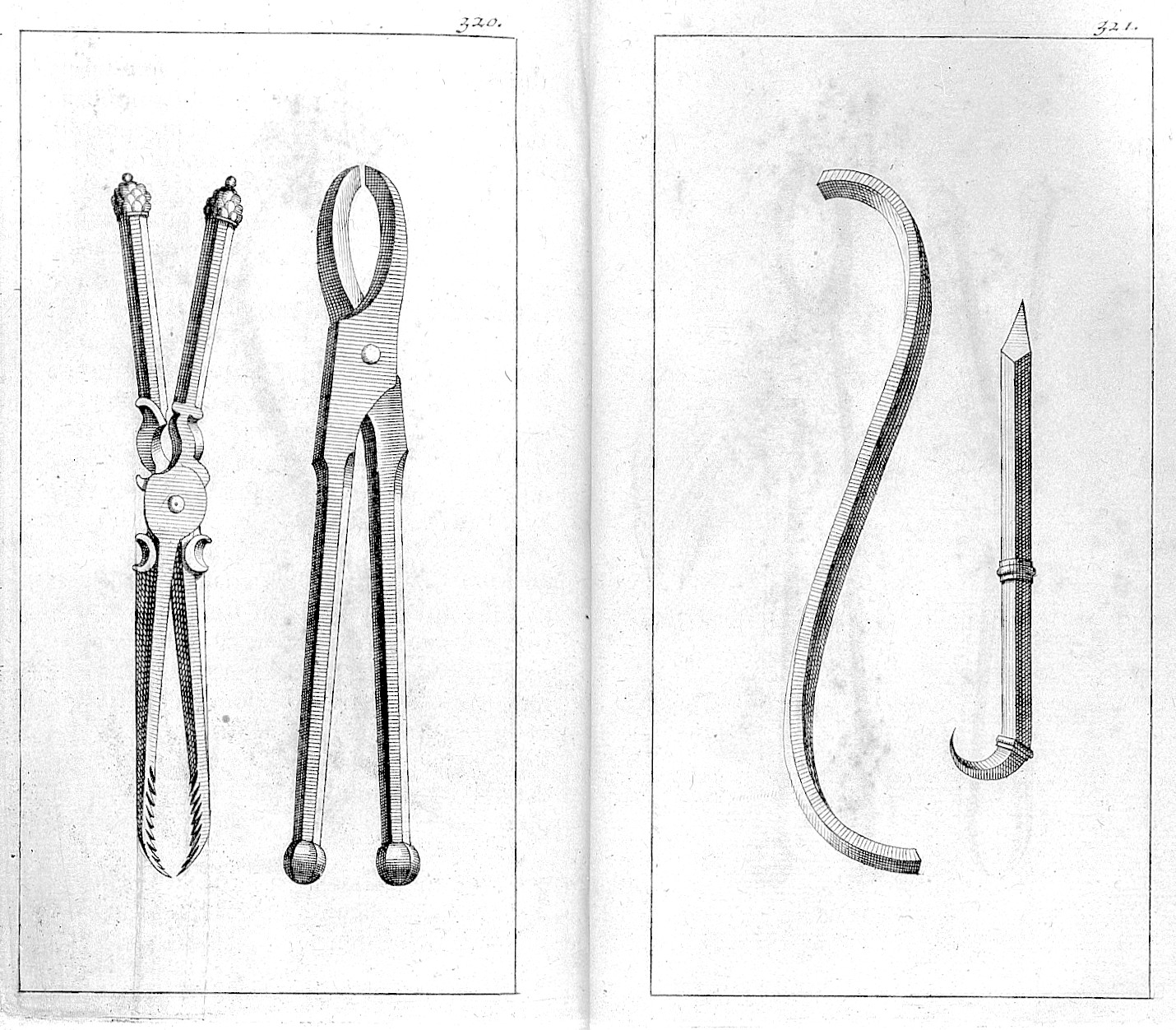
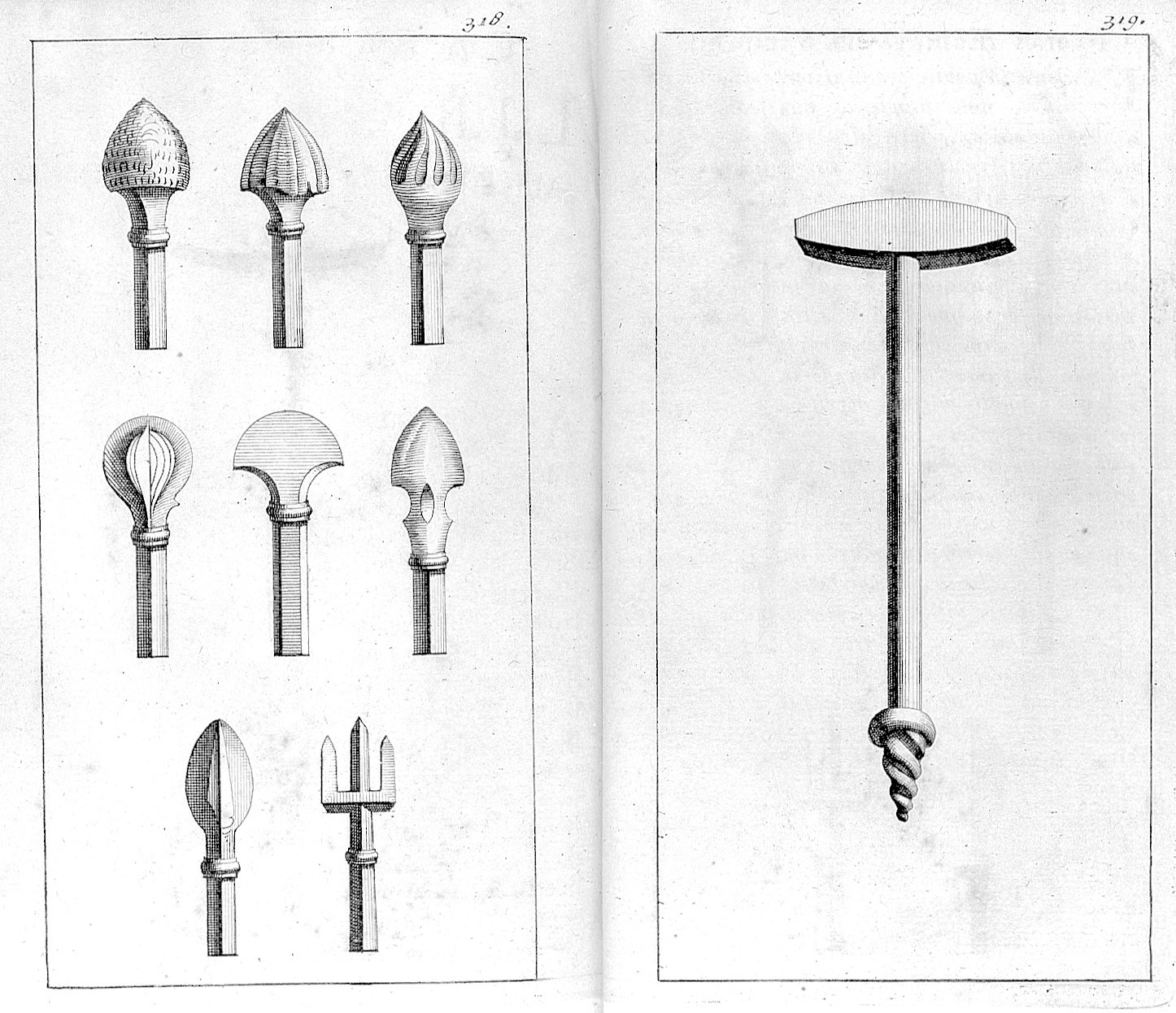
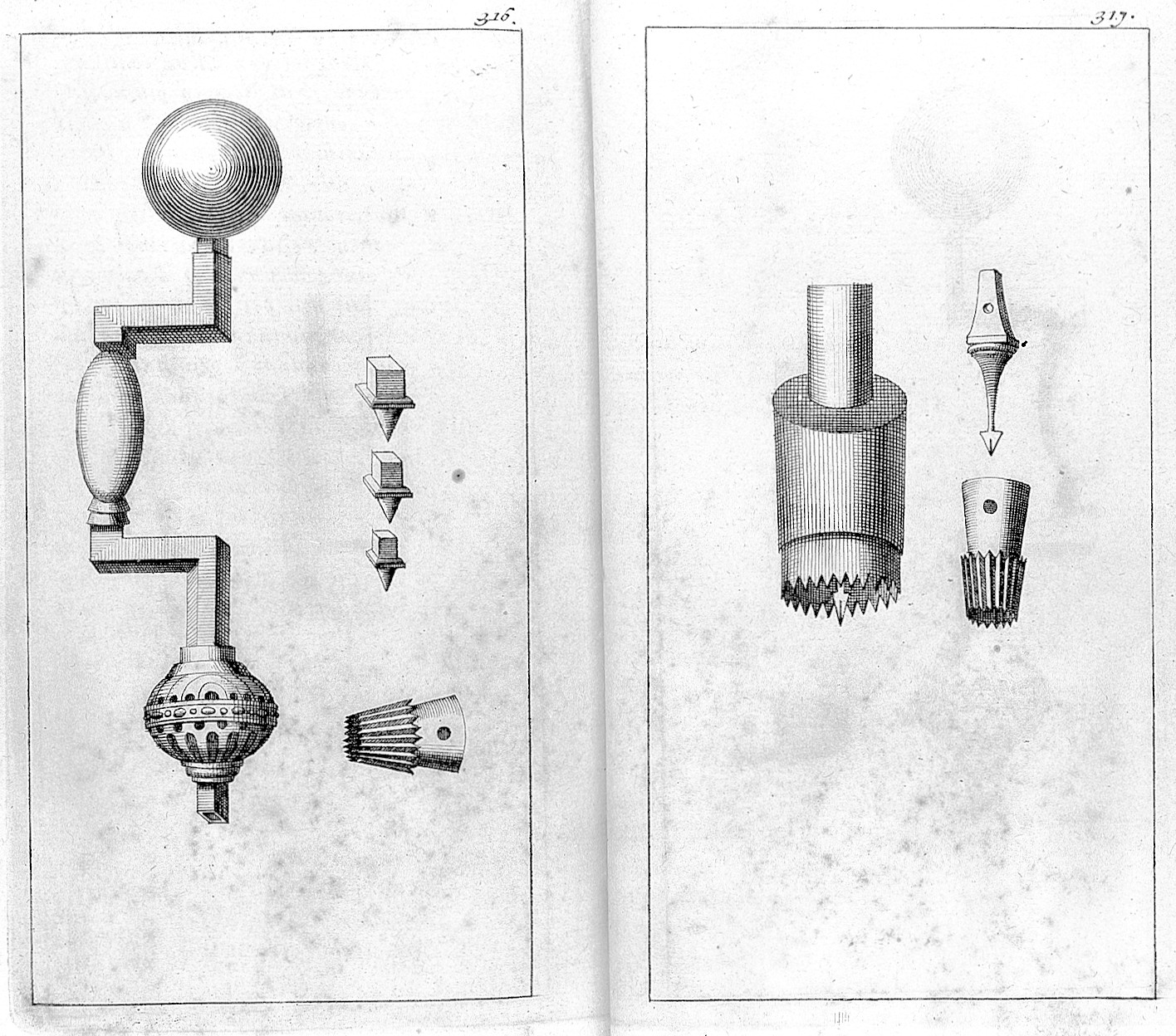
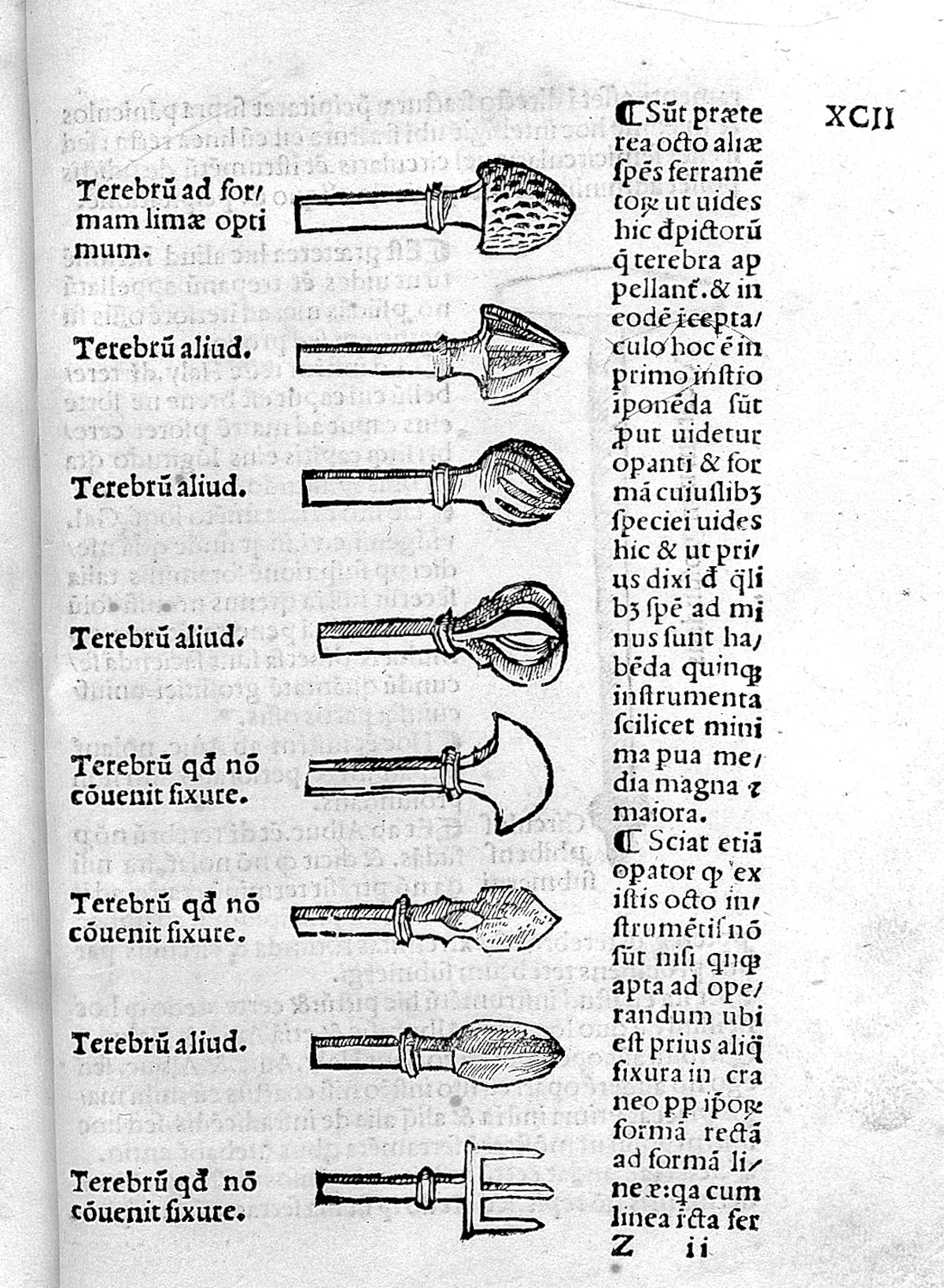
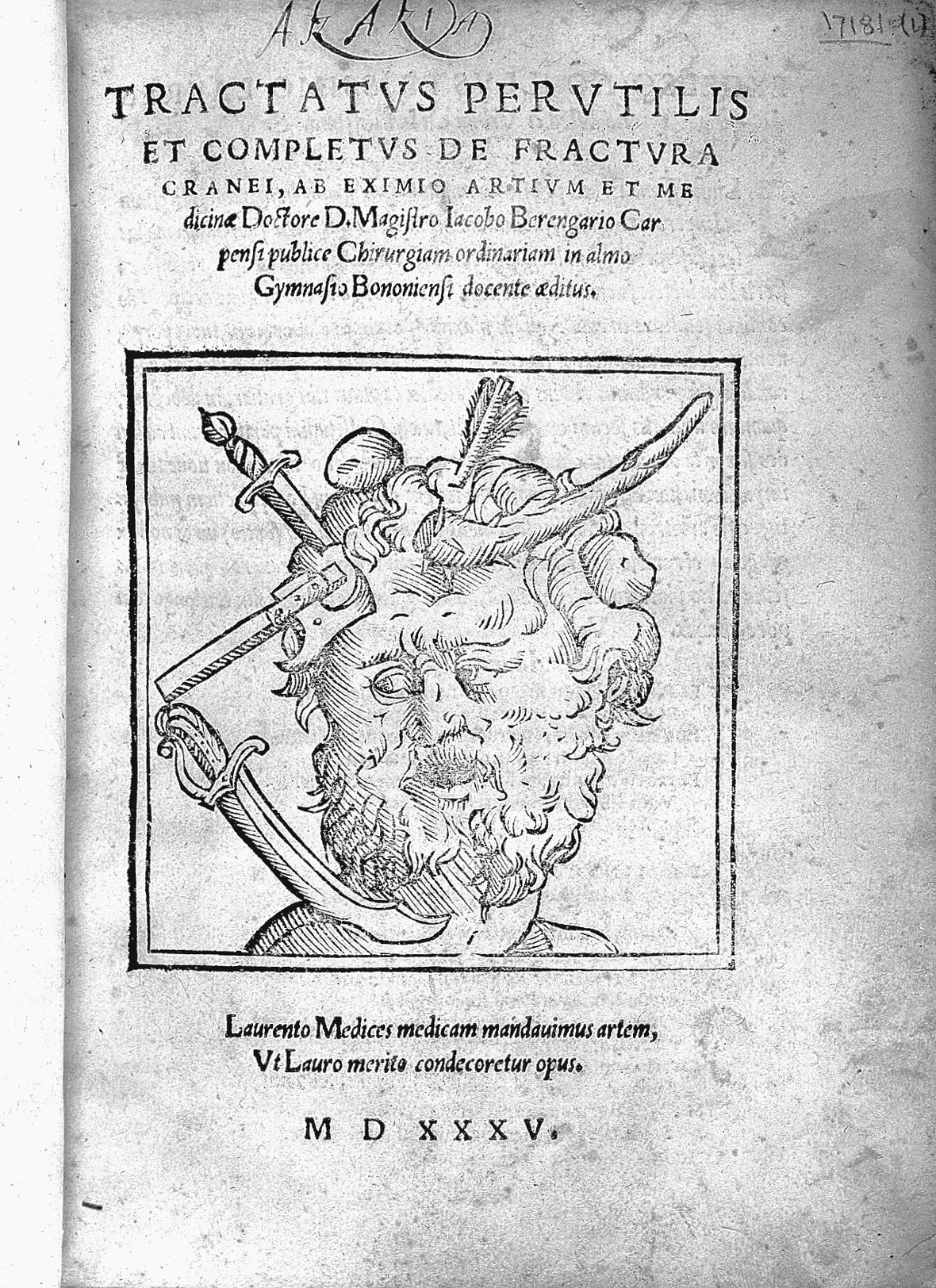

- Antonio de Nebrija veröffentlicht sein Buch Lexicon artis medicamentariae, „das eine Übersetzung der griechischen und lateinischen Pflanzennamen in Volkssprache enthält“.[2]

### Geisteswissenschaften

#### Philologie
- 28. August: Der auf einen Griechisch-Lehrstuhl berufene Humanist Philipp Melanchthon hält seine Antrittsrede an der Universität Wittenberg.

### Naturwissenschaften

#### Astronomie
- 26. Mai: Ein Venustransit ereignet sich, der vollständig in Australien, im westlichen Ozeanien, Nord- und Zentralasien und Alaska zu sehen ist. Der Transit wurde nicht beobachtet oder dokumentiert.

#### Geowissenschaften

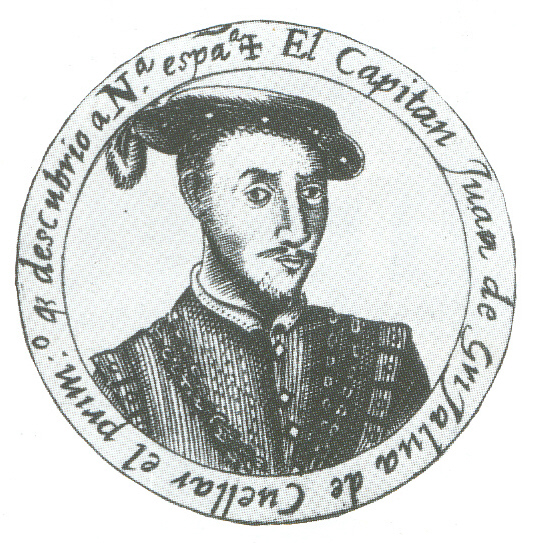
Juan de Grijalva

##### Geographie / Entdeckungen
- 1. Mai: Der spanische Abenteurer Juan de Grijalva läuft am 1. Mai mit vier Schiffen und 300 Mann von Kuba Richtung Yucatán aus. Er soll im Auftrag seines Onkels, des spanischen Statthalters auf Kuba, Diego Velázquez de Cuéllar, unbekannte Regionen in der Neuen Welt erkunden. Ende Mai erreicht er die Insel Cozumel vor Yucatán und nennt sie Isla de Santa Cruz. Grijalvas Expedition betritt das mittelamerikanische Festland am 8. Juni an der Stelle des heutigen Tabasco.[3] Am 17. Juni setzt Juan de Grijalva bei San Juan de Ulúa als erster Europäer seinen Fuß auf aztekisches Territorium und trifft dort auf das Volk der Totonaken. Damit beginnt die Spanische Eroberung Mexikos.

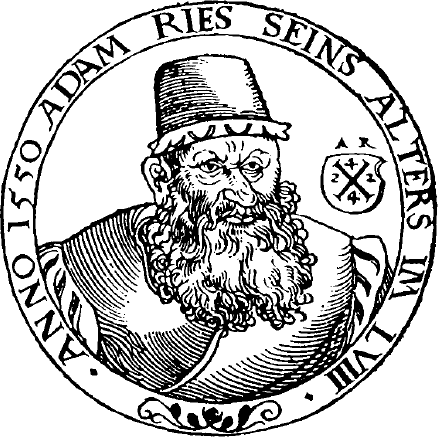
Adam Ries

### Strukturwissenschaften

#### Mathematik
- Der deutsche Mathematiker und Astronom Heinrich Schreiber veröffentlicht sein Buch Ayn neu Kunstlich Buech in Wien, in dem er erstmals durchgängig die Symbole „+“ und „−“ für die Addition und die Subtraktion verwendet.[4] Weiter behandelt er in dem Buch neben Problemen der Algebra, das Rechnen auf Linien, Regeldetri (Dreisatz), Regula falsi, Proportionen in der Musik (Harmonielehre), „welsche Praktik“ (praktisches Rechnen, wie es von den norditalienischen Kaufleuten angewandt wurde), Buchführung sowie die Fassmessung mit der Visierrute.
- Der deutsche Rechenmeister Adam Ries verfasst das für Kinder konzipierte Werk Rechnung auff der linihen, das erste von mehreren Rechenbüchern in deutscher Sprache. Dadurch erreicht er nicht nur einen größeren Leserkreis als bisherige Werke in lateinischer Sprache, sondern trägt auch zur Vereinheitlichung des Deutschen bei. Im Buch beschreibt er auch die Verwendung eines Rechenbretts, einer Art zweidimensionalem Abakus, für die praktische Arithmetik.[3]

### Gründungen und Einweihungen
- 23. September: Das Royal College of Physicians, ein Berufsverband für Ärzte, wird in London gegründet.[5]
- September: Das Collegium Trilingue in Löwen, eine Einrichtung zum Studium der drei heiligen Sprachen Hebräisch, Griechisch und Latein, wird eingeweiht.

## Geboren

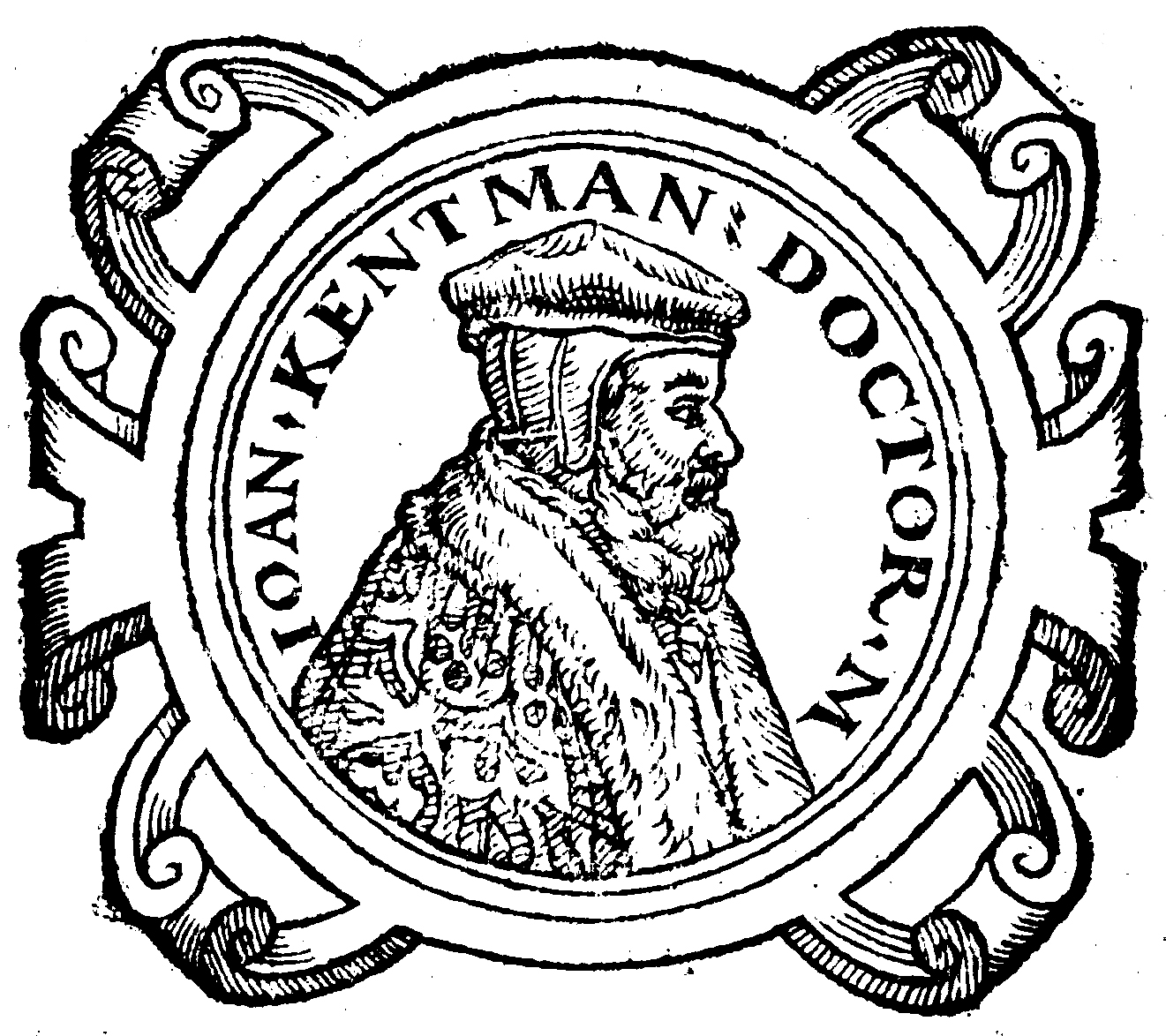
Johannes Entmann; * 21. April

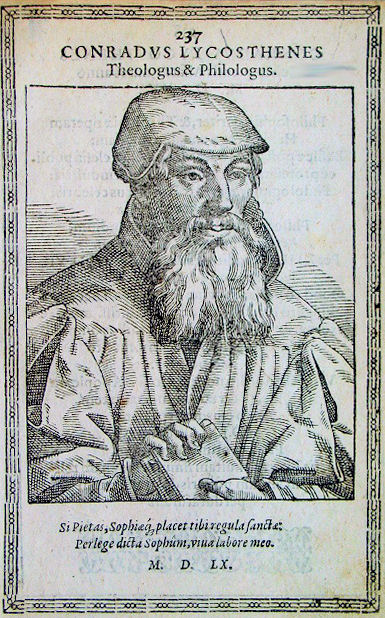
Conrad Lycosthenes; * 8. August

### Geburtsdatum gesichert
- 02. Februar: Johannes Hommel, deutscher evangelischer Theologe, Mathematiker und Astronom († 1562)
- 21. April: Johannes Kentmann, deutscher Mediziner und Naturforscher († 1574)
- 08. August: Conrad Lycosthenes, deutscher Humanist und Enzyklopädist († 1561)
- 19. August: Kaspar Brusch, deutscher Humanist, katholischer Theologe, Historiker und Dichter († 1557)
- 01. November: Francisco de Enzinas, spanischer Humanist und Protestant († 1552)

### Genaues Geburtsdatum unbekannt
- Leonardo Fioravanti, italienischer Arzt († 1588)
- Li Shizhen, chinesischer Gelehrter, Arzt, Botaniker und Pharmazeut († 1593)

## Gestorben

### Todesdatum gesichert
- 15. Januar: Ludwig Truchsess von Höfingen, deutscher Jurist und Dekan (* um 1448/1450)
- Januar: Johannes Adler, Hochschullehrer und zweimaliger Rektor der Universität Tübingen (* um 1474)
- 31. März: Heinrich Bebel, deutscher Humanist (* 1472)

- 30. August: Filippo Beroaldo der Jüngere, italienischer Philologe, Dichter und Bibliothekar (* 1472)
- 3. November: Wenzel Faber, böhmischer Astronom, Astrologe, Mediziner und Theologe (* um 1455)

### Genaues Todesdatum unbekannt
- Diogo de Azambuja, portugiesischer Seefahrer und Entdecker (* 1432)
- Georg Hartsesser, deutscher Jurist und Kleriker (* um 1445/1448)

- Pellegrino Prisciani, italienischer Humanist, Universitätslehrer, Geschichtsschreiber, Antiquar und Astrologe (* 1435)